# Chorthippus yanyuanensis
Chorthippus yanyuanensis är en insektsart som beskrevs av Jin, Xingbao och F.M. Lin 1982-1983. Chorthippus yanyuanensis ingår i släktet Chorthippus och familjen gräshoppor. Inga underarter finns listade i Catalogue of Life.